# Prefazione
La prefazione è un testo che l'autore di un libro, o altra persona (come ad esempio un curatore), pone all'inizio dell'opera per illustrare le origini, le caratteristiche e le finalità del lavoro compiuto, garantendo una buona lettura del testo e attribuendogli veridicità. La prefazione può essere di tre tipi:
1. autoriale: scritta dall'autore;
2. attoriale: scritta da uno dei personaggi del libro;
3. allografa: scritta da terzi.

Dal punto di vista dell'impaginazione, la prefazione è posta all'inizio del libro, dopo il frontespizio e prima dell'inizio del testo vero e proprio. Solitamente inizia in pagina dispari, è scritta in corsivo, è firmata e accompagnata da una data. Se è scritta da un autore diverso da quello del libro, le pagine sono contrassegnate con numerazione romana. Il contenuto di una prefazione può cambiare dalla prima edizione a quelle successive. Nel caso di un'opera letteraria, spesso la prefazione serve a dare un'unità al libro, oppure si lega solo ad una novella o a un personaggio specifico (in questo caso si parla di prefazione documentativa).
Il primo libro in cui compare una prefazione, propriamente detta, è l'Apuleio, stampato da Conrad Sweynheym e Arnold Pannartz a Roma nel 1469.